# ریچموند، ویکتوریا
ریچموند (به انگلیسی: Richmond) یک منطقهٔ مسکونی در استرالیا است که در شهر یارا واقع شده‌است.